# Воскресенская волость (Казанский уезд)
Воскресенская волость (тат. ۋاسكرىسىنسكى ۋولىٰسىٰ, Васкрисински вулысы, Воскресенски вулысы) — административно-территориальная единица в составе Казанского уезда Казанской губернии и Арского кантона Татарской АССР.
В селе Воскресенское располагалось волостное правление, в посёлке Клыковская Стройка — квартира полицейского урядника; там же находилась становая квартира пристава первого участка Казанского уезда.
В настоящее время территория волости находится в составе Советского и Приволжского районов Казани и Лаишевского района РТ.

## География
Волость находилась в южной части уезда, граничила на северо-западе с Казанью, на севере — с Каймарской и Собакинской волостями, на северо-востоке — с Кощаковской волостью, на юге — со Столбищенской волостью, на западе (по Волге) — с Верхнеуслонской и Ташёвской волостями Свияжского уезда.

## История
Волость была образована после 1860-х гг. 20 октября 1917 года часть территории была выделена во вновь образованную Клыковскую (Ново-Клыковскую) волость (упразднена до 1922 г.).
По декрету «Об Автономной Татарской Социалистической Советской Республике» вошла в состав Казанского (с конца 1920 года — Арского кантона) Татарской АССР. Согласно проекту укрупнения волостей ТАССР разработанному в 1924 году, Воскресенская волость должна была войти в Казанскую укрупнённую волость, однако от её создания решено было отказаться, так как часть селений создаваемой волости были бы слишком удалены от волостного центра. Вместо неё были созданы Ильинская и Воскресенская укрупнённые волости; в состав последней были включены вся Воскресенская волость за исключением Матюшина, части Кощаковской, Кулаевской, Калининской (Троицкая Нокса, Большие и Малые Дербышки, Киндери) и Каймарской (Савиново, Караваево, Борисоглебское, Сухая Река) волостей. Удельная, Ивановская и Савиновская стройки не были приняты в состав волости из-за того, что ожидалось их скорое присоединение к Казани, что и произошло в ноябре 1924 года.
Укрупнённая Воскресенская волость граничила на западе с Казанью, Ильинской волостью Арского кантона и со Свияжской и Макуловской волостями Свияжского кантона, на севере — с Калининской, на востоке — с Пестречинской, на юге — со Столбищенской волостями.
Упразднена в 1927 году, территория вошла в состав Воскресенского (с 1 августа 1927 года — Казанский) района ТАССР.

## Население
| 1883 | 1885  | 1890  | 1897  | 1914    | 1923    | 1926    |
| ---- | ----- | ----- | ----- | ------- | ------- | ------- |
| 7337 | ↗7376 | ↘7346 | ↗9002 | ↗21 365 | ↘16 796 | ↗25 585 |

Национальный состав (1885): русские — 7376 чел. (100,00 %).
Национальный состав (1920, в границах 1925 года): русские — 25573 чел. (99,95 %), татары — 5 чел. (0,02 %), прочие народности — 7 чел. (0,03 %).

### Населённые пункты
| №  | Населённые пункты      | Население (1897 год) | Население (1907 год) | Преобладающая национальность |
| -- | ---------------------- | -------------------- | -------------------- | ---------------------------- |
| 1  | село Воскресенское     | 354                  | 418                  | русские                      |
| 2  | деревня Поповка        | 87                   | 78                   | русские                      |
| 3  | деревня Кукушкино      | 332                  | 368                  | русские                      |
| 4  | деревня Малые Отары    | 102                  | 113                  | русские                      |
| 5  | деревня Победилово     | 285                  | 299                  | русские                      |
| 6  | село Большие Отары     | 376                  | 431                  | русские                      |
| 7  | деревня Матюшино       | 214                  | 252                  | русские                      |
| 8  | село Девликеево        | 832                  | 936                  | русские                      |
| 9  | деревня Борисково      | 762                  | 874                  | русские                      |
| 10 | деревня Горки          | 601                  | 600                  | русские                      |
| 11 | деревня Аметьево       | 404                  | 443                  | русские                      |
| 12 | село Царицыно          | 947                  | 968                  | русские                      |
| 13 | деревня Аки            | 683                  | 882                  | русские                      |
| 14 | деревня Константиновка | 871                  | 942                  | русские                      |
| 15 | деревня Малые Клыки    | 405                  | 438                  | русские                      |
| 16 | деревня Большие Клыки  | 424                  | 432                  | русские                      |
| 17 | деревня Салмачи        | 1189                 | 1214                 | русские                      |
| 18 | выселок Архангельский  | 74                   | 136                  | русские                      |

К 1914 году количество населённых пунктов возросло до 23.
В 1918 году на территории волости образованы сельсоветы, число которых в 1923 году составляло 22 (Воскренсенский, Жировский, Поповский, Кокушкинский, Малоотарский, Победиловский, Большеотарский, Матюшинский, Девликеевский, Борисковский, Горкинский, Архангельский, Салмачинский, Большеклыковский, Малоклыковский, Акинский, Царицынский, Константиновский, Аметьевский, Бутырский, Новоклыковский, Калугинский).
На 1927 год количество сельсоветов составляло 31 (Акинский, Богородский, Больше-Дербышкинский, Больше-Клыковский, Больше-Отарский, Борисковский, Борисоглебский, Вознесенский, Воскресенский, Гильдеевский, Горкинский, Девликеевский, Кабачищенский, Караваевский, Киндерский, Константиновский, Кощаковский, Кукушкинский, Мало-Дербышкинский, Мало-Клыковский, Николаевский, Ново-Царёвский, Победиловский, Ремплерский, Савиновский, Салмачинский, Самосыровский, Сухорецкий, Царицынский, Чебаксинский, Чернопенский) из них один, Ремплерский, — национальный (чувашский).

## Религия, образование и экономика
На 1904 г. на территории волости находилось 3 церкви. В 9 земских школах обучались 298 мальчиков и 183 девочки; в 3 церковно-приходских школах обучались 59 мальчиков и 31 девочка.
В 1914 г. в 3177 дворах волости насчитывалось 2432 лошади, 4309 овец, 1274 свиньи и 1997 голов рогатого скота; за крестьянами числилось 17776 десятин удобной земли.
В 1899 г. был открыт Воскресенский сельский банк.

## Транспорт
Через волость проходили Казанско-Бугурусланский, Казанско-Мамадышский и Казанско-Пермский почтовые тракты.